# Melanargia inocellata
Melanargia inocellata är en fjärilsart som beskrevs av Wagner 1907. Melanargia inocellata ingår i släktet Melanargia och familjen praktfjärilar. Inga underarter finns listade i Catalogue of Life.